# ビトゥール

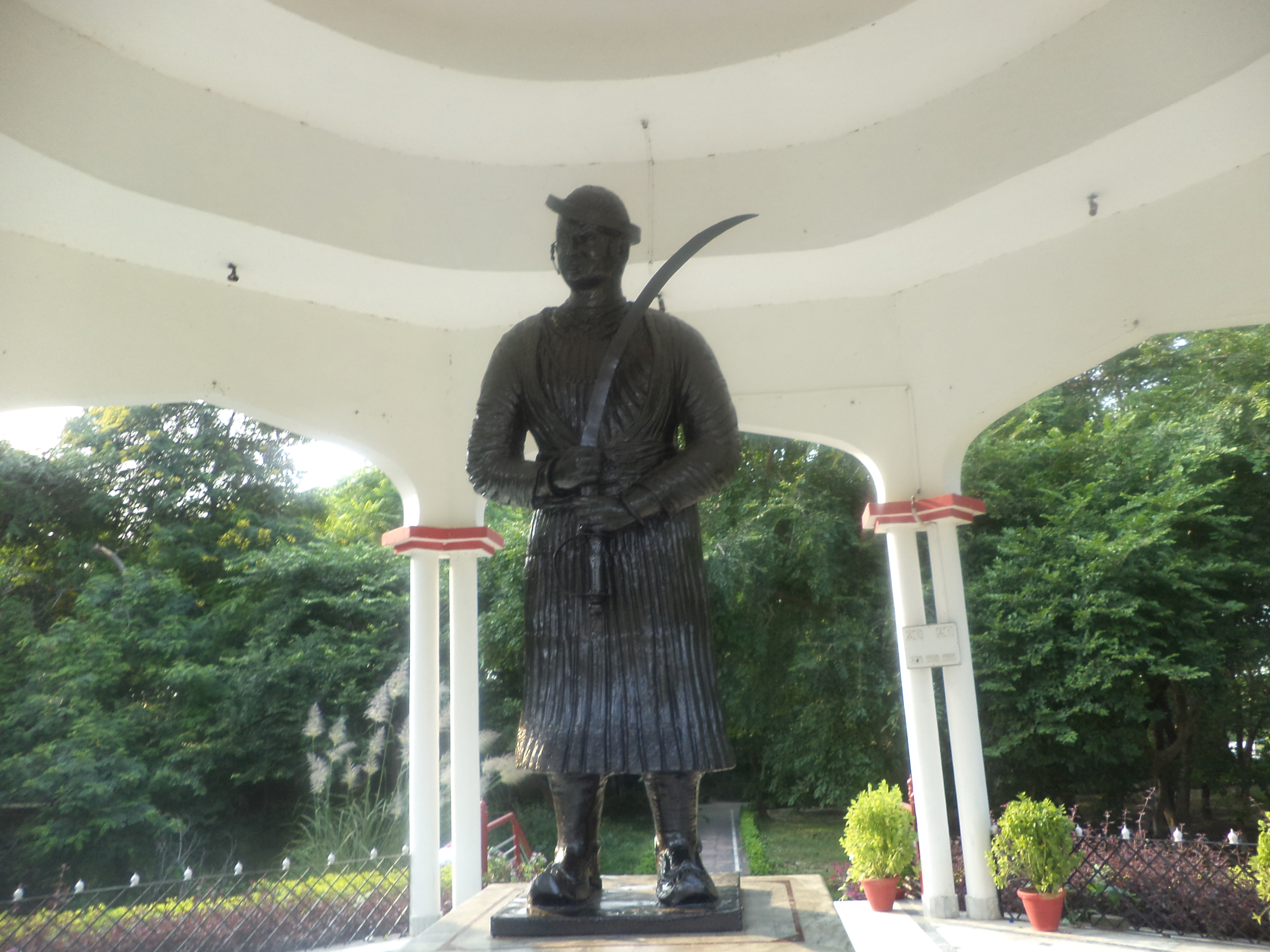
ビトゥールのナーナー・サーヒブ像

ビトゥール（ヒンディー語：बिठूर, 英語：Bithoor/Bithur）は、インドのウッタル・プラデーシュ州、カーンプル県の都市。

## 歴史
1818年、第三次マラーター戦争終了後、マラーター王国宰相バージー・ラーオ2世はこの地でイギリスからの年金生活者となった。
1851年、バージー・ラーオ2世が死亡したのち、その養子ナーナー・サーヒブは年金を受給する権利を与えられなかった。
そのため、1857年にインド大反乱が勃発すると、ナーナー・サーヒブはこの地からカーンプルの奪取にかかった。